# Emoia atrocostata
Emoia atrocostata là một loài thằn lằn trong họ Scincidae. Loài này được Lesson mô tả khoa học đầu tiên năm 1830.